# Benagéber
Benagéber, en castillan et officiellement (Benaixeve en valencien), est une commune d'Espagne de la province de Valence dans la Communauté valencienne. Elle est située dans la comarque de Los Serranos et dans la zone à prédominance linguistique castillane.

## Géographie

Localisation de Benagéber
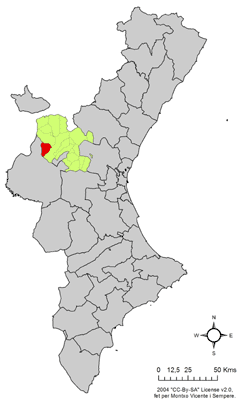
dans la Communauté valencienne.
dans la comarque de Los Serranos.

### Localités limitrophes
Le territoire municipal de Benagéber est voisin de celui des communes suivantes : Chelva, Sinarcas et Utiel, toutes situées dans la province de Valence.

## Démographie
La population est répartie sur deux zones: le centre du village et le barrage sur les bords du Turia.
| 1990 | 1992 | 1994 | 1996 | 1998 | 2000 | 2002 | 2004 | 2005 | 2007 |
| ---- | ---- | ---- | ---- | ---- | ---- | ---- | ---- | ---- | ---- |
| 154  | 124  | 147  | 156  | 157  | 189  | 204  | 177  | 166  | 164  |

## Administration
Liste des maires, depuis les premières élections démocratiques.
| Législature | Nom du Maire           | Parti politique |
| ----------- | ---------------------- | --------------- |
| 1979-1983   |                        |                 |
| 1983-1987   |                        |                 |
| 1987-1991   |                        |                 |
| 1991-1995   |                        |                 |
| 1995-1999   |                        |                 |
| 1999-2003   |                        |                 |
| 2003-2007   | Félix Íñiguez Cuevas   | PP              |
| 2007-2011   | Rafel Darijo Escamilla | PSOE            |

### Sources
- (es) Cet article est partiellement ou en totalité issu de l’article de Wikipédia en espagnol intitulé « Benagéber » (voir la liste des auteurs).